# Eleonora di Lancaster
Eleonora di Lancaster (11 settembre 1318 – Arundel, 11 gennaio 1372) è stata una nobile inglese, contessa consorte di Arundel.

## Biografia
Era figlia di Enrico Plantageneto, III conte di Lancaster, e della sua consorte Maud Chaworth. Per parte di padre discendeva da Enrico III d'Inghilterra e apparteneva quindi alla nobile stirpe dei Plantageneti.
Il 6 novembre 1330 Eleonora sposò il suo primo marito John de Beaumont, II barone Beaumont (?-1342), figlio di Henry Beaumont, IV conte di Buchan e Primo barone Beaumont (c.1288-1340). 
L'unione durò fino alla morte di Beaumont, avvenuta durante un torneo il 14 aprile 1342 e generò un solo figlio, nato a Gand mentre Eleonora era dama di compagnia della regina Filippa di Hainault:
- Henry Beaumont, III barone Beaumont, (4 aprile 1340 – 17 giugno 1369), primo marito di Lady Margaret de Vere, figlia di John de Vere, VII conte di Oxford.

Il 5 febbraio 1344 a Stoke Poges, nel Buckinghamshire, sposò il secondo marito Richard FitzAlan, X conte di Arundel.

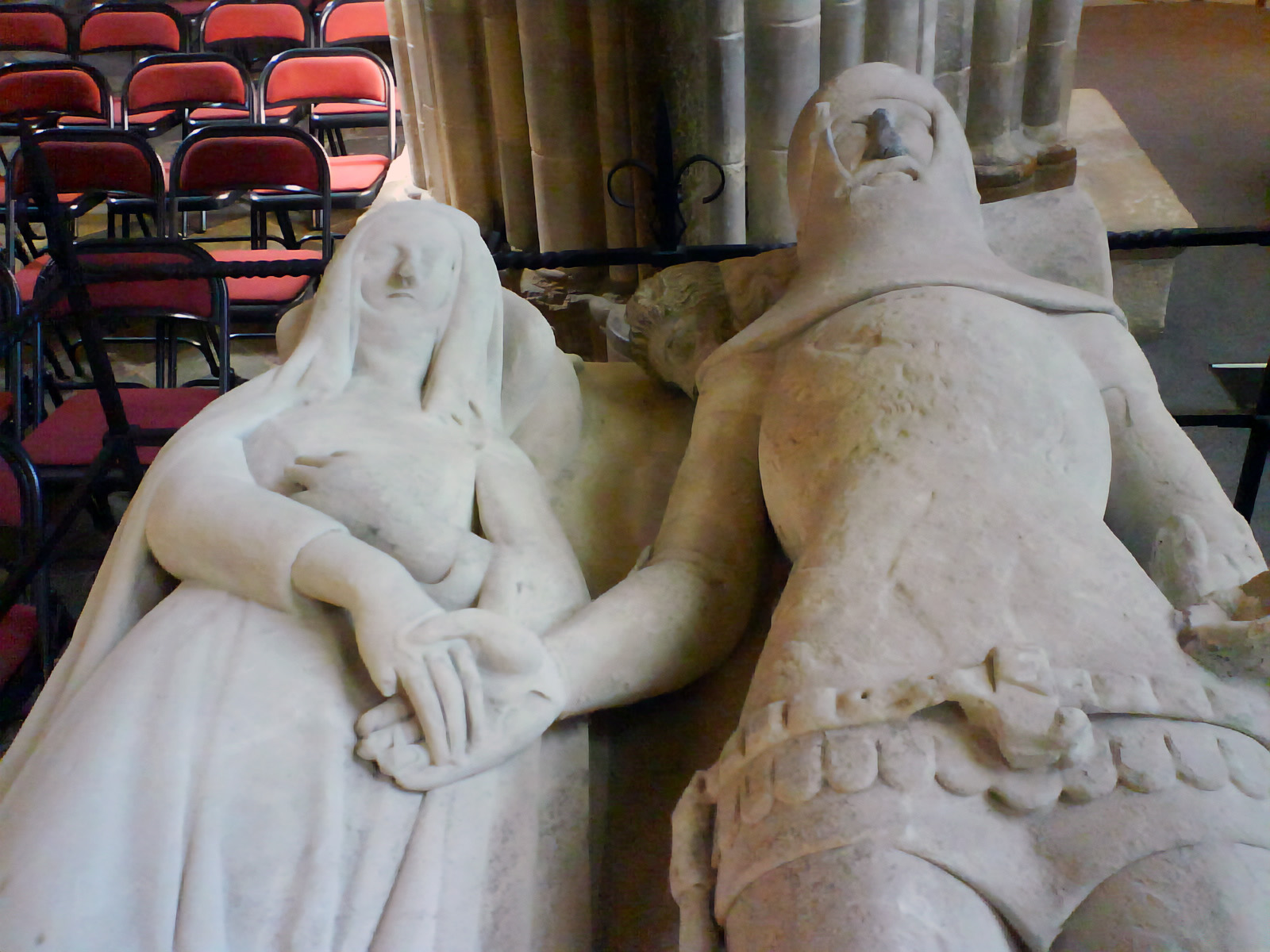
Tomba dei conti Arundel

Prima moglie di Arundel fu Isabel le Despenser, avvenuto quando i coniugi erano ancora bambini. Questo matrimonio venne successivamente annullato dal papa Clemente VI che diede dispensa papale affinché il conte potesse risposarsi con la cugina della prima moglie, Eleonora. 
Dalla seconda unione nacquero:
- Richard (1346–1397), che successe come conte di Arundel;
- John Fitzalan (prima del 1349 - 1379);
- Thomas Arundel (c. 1353 - 19 febbraio 1413), arcivescovo di Canterbury;
- Lady Joan FitzAlan (1347/1348 - 7 aprile 1419), che sposò Humphrey di Bohun, VII conte di Hereford;
- Lady Alice FitzAlan (1350 - 17 marzo 1416), che sposò Thomas Holland, II conte di Kent;
- Lady Mary FitzAlan (?-29 agosto 1396), che sposò John Le Strange, Lord Strange di Blackmere;
- Lady Eleanor FitzAlan (1356 - prima del 1366).

## Ascendenza
|                                             |                  |                      | Genitori                           |  |  | Nonni |  |  | Bisnonni                 |  |  | Trisnonni              |  |
|                                             |                  |                      |                                    |  |  |       |  |  | Enrico III d'Inghilterra |  |  | Giovanni d'Inghilterra |  |
|                                             |                  |                      |                                    |  |  |       |  |  | Enrico III d'Inghilterra |  |  | Giovanni d'Inghilterra |  |
|                                             |                  | Isabella d'Angoulême |                                    |  |  |       |  |  | Enrico III d'Inghilterra |  |  |                        |  |
| Edmondo Plantageneto, I conte di Lancaster  |                  |                      |                                    |  |  |       |  |  | Enrico III d'Inghilterra |  |  |                        |  |
|                                             |                  | Eleonora di Provenza | Raimondo Berengario IV di Provenza |  |  |       |  |  |                          |  |  |                        |  |
|                                             |                  | Eleonora di Provenza | Raimondo Berengario IV di Provenza |  |  |       |  |  |                          |  |  |                        |  |
|                                             |                  | Eleonora di Provenza | Beatrice di Savoia                 |  |  |       |  |  |                          |  |  |                        |  |
| Enrico Plantageneto, III conte di Lancaster |                  | Eleonora di Provenza |                                    |  |  |       |  |  |                          |  |  |                        |  |
|                                             |                  | Roberto I d'Artois   | Luigi VIII di Francia              |  |  |       |  |  |                          |  |  |                        |  |
|                                             |                  | Roberto I d'Artois   | Luigi VIII di Francia              |  |  |       |  |  |                          |  |  |                        |  |
|                                             |                  | Roberto I d'Artois   | Bianca di Castiglia                |  |  |       |  |  |                          |  |  |                        |  |
| Bianca d'Artois                             |                  | Roberto I d'Artois   |                                    |  |  |       |  |  |                          |  |  |                        |  |
|                                             |                  | Matilda di Brabante  | Enrico II di Brabante              |  |  |       |  |  |                          |  |  |                        |  |
|                                             |                  | Matilda di Brabante  | Enrico II di Brabante              |  |  |       |  |  |                          |  |  |                        |  |
|                                             |                  | Matilda di Brabante  | Maria di Svevia                    |  |  |       |  |  |                          |  |  |                        |  |
| Eleonora di Lancaster                       |                  | Matilda di Brabante  |                                    |  |  |       |  |  |                          |  |  |                        |  |
|                                             | Patrick Chaworth | …                    |                                    |  |  |       |  |  |                          |  |  |                        |  |
|                                             | Patrick Chaworth | …                    |                                    |  |  |       |  |  |                          |  |  |                        |  |
|                                             | Patrick Chaworth | …                    |                                    |  |  |       |  |  |                          |  |  |                        |  |
| Patrick Chaworth, Signore di Kidwelly       | Patrick Chaworth |                      |                                    |  |  |       |  |  |                          |  |  |                        |  |
|                                             |                  | Hawise de Londres    | …                                  |  |  |       |  |  |                          |  |  |                        |  |
|                                             |                  | Hawise de Londres    | …                                  |  |  |       |  |  |                          |  |  |                        |  |
|                                             |                  | Hawise de Londres    | …                                  |  |  |       |  |  |                          |  |  |                        |  |
| Maud Chaworth                               |                  | Hawise de Londres    |                                    |  |  |       |  |  |                          |  |  |                        |  |
|                                             |                  | William de Beauchamp | …                                  |  |  |       |  |  |                          |  |  |                        |  |
|                                             |                  | William de Beauchamp | …                                  |  |  |       |  |  |                          |  |  |                        |  |
|                                             |                  | William de Beauchamp | …                                  |  |  |       |  |  |                          |  |  |                        |  |
| Isabella di Beauchamp                       |                  | William de Beauchamp |                                    |  |  |       |  |  |                          |  |  |                        |  |
|                                             |                  | Maud FitzJohn        | …                                  |  |  |       |  |  |                          |  |  |                        |  |
|                                             |                  | Maud FitzJohn        | …                                  |  |  |       |  |  |                          |  |  |                        |  |
|                                             |                  | Maud FitzJohn        | …                                  |  |  |       |  |  |                          |  |  |                        |  |
|                                             |                  | Maud FitzJohn        |                                    |  |  |       |  |  |                          |  |  |                        |  |